# Veit Höser

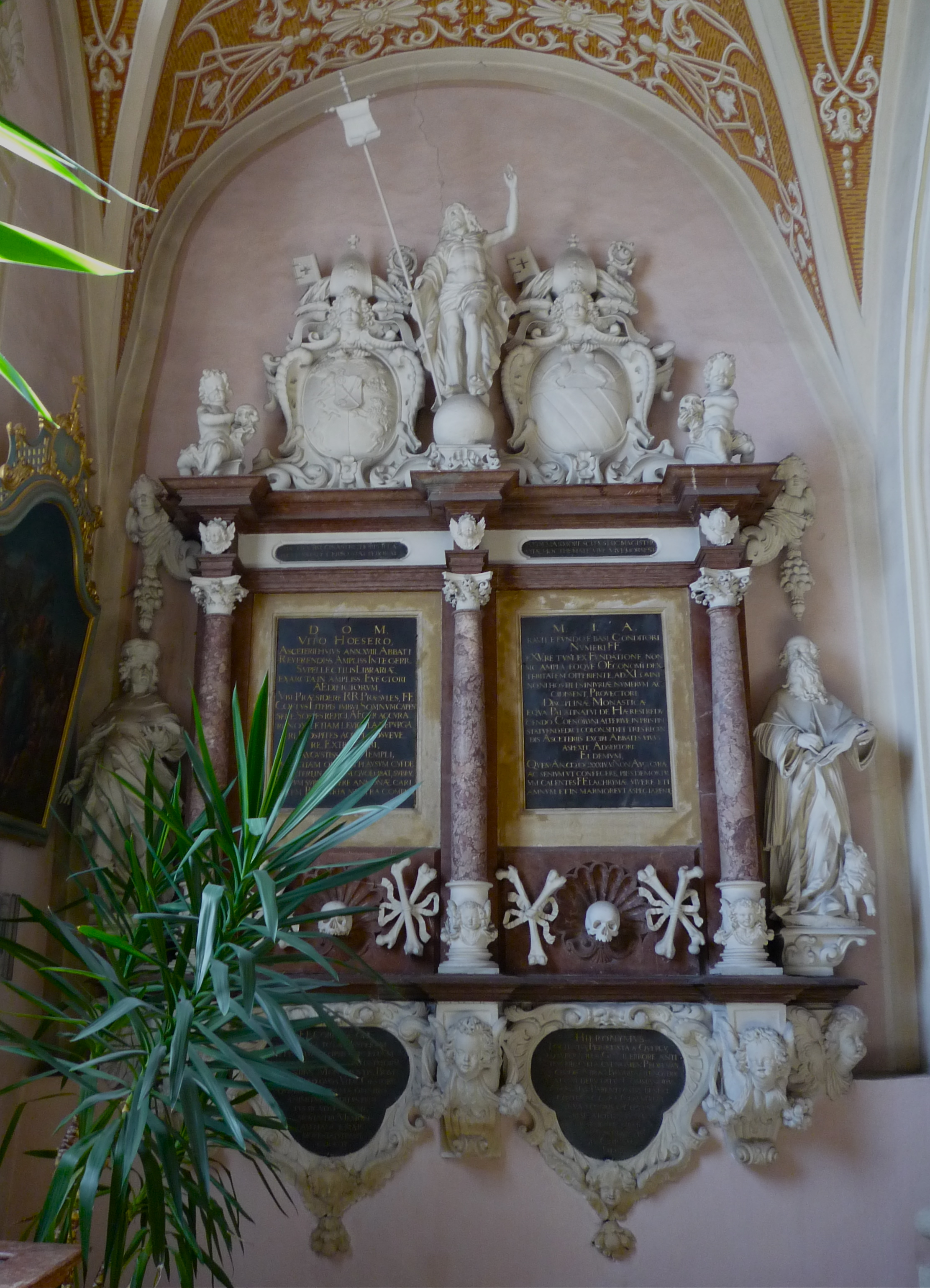
Grabdenkmal für Abt Veit Höser in der von ihm erbauten Klosterkirche von Oberalteich

Vitus (Veit) Höser (auch: Häser; * 21. März 1577 in Kirchenlaibach; † 9. August 1634 in Oberalteich) war Benediktiner und Abt im Kloster Oberalteich.

## Biographie
Der Vater von Vitus Höser kam im Zuge der Einführung der Reformation in der Oberpfalz mit seiner Familie nach Regensburg, wo Vitus und sein Bruder Urban das Jesuitengymnasium besuchten.
1597 trat Vitus in das Kloster Oberalteich ein, wo er 1597 die Profess ablegte und 1601 zum Priester geweiht wurde. Bereits 1606 wurde er zum Prior bestellt, 1611 aber wieder abgesetzt. Zusammen mit anderen Mitbrüdern, die Missstände im Klosterleben und in der Amtsführung des Abtes beklagt hatten, wurde er von Abt Christophorus Glöckner aus Oberalteich verbannt. In dieser Zeit fand er in den Klöstern Tegernsee und Andechs Aufnahme. Ende 1612 wurde Vitus Höser auf Weisung des Bischofs von Regensburg von Abt Christophorus nach Oberalteich zurückgerufen, wo er nach dessen Tod 1614 zum Abt gewählt wurde.
Über sein Wirken informiert ein von ihm eigenhändig verfasster Bericht über seine Amtszeit. Abt Vitus Höser besaß, wie der Tätigkeitsbericht und seine erhaltenen Konventansprachen erkennen lassen, eine gründliche humanistische und theologische Ausbildung, die er an der Universität Ingolstadt erhalten haben dürfte. Sein Hauptanliegen als Abt war die Wiederherstellung der klösterlichen Disziplin (Einführung der Melker Reform) und Förderung der wissenschaftlichen Tätigkeit der Mönche. Teil des Reformwerkes war auch die bauliche Erneuerung von Kloster und Kirche, die mit dem Kirchweihfest 1630 abgeschlossen wurde. Die Tatsache, dass dieses umfangreiche Bauprogramm mitten im Dreißigjährigen Krieg finanziert und gleichzeitig der Besitz des Klosters vermehrt werden konnte, zeigt das große wirtschaftliche Geschick des Abtes. Den Bauplan für die kunstgeschichtlich bedeutende Abteikirche Oberaltaich hat vermutlich Abt Vitus selbst entworfen.
Unter Abt Vitus begann im Auftrag des bayerischen Kurfürsten der Einsatz des Klosters Oberalteich bei der Rekatholisierung der Oberpfalz.
Als 1632 der Krieg auf Niederbayern übergriff, musste Abt Vitus mit dem Konvent vor den anrückenden Schweden aus dem Kloster fliehen. Nach dem Abzug der Schweden konnten Abt und Konvent 1634 in das Kloster zurück, wo der Abt Vitus wenige Monate später an der Pest starb. Veit Höser darf als der bedeutendste unter den Äbten des Klosters Oberalteich gelten.

## Werke (Quellen)
- Viti Hoeseri Abbatis Manuscripta Historica [eigenhändiger Bericht des Abtes über seine Amtsführung in Oberalteich (ein erster Teil über das Wirken seines Vorgängers ist verloren)]

## Weiteres
Nach dem Abt Veit Höser ist das Veit-Höser-Gymnasium (VHG) in Bogen benannt, ein staatliches Gymnasium, das nur etwa zwei Kilometer von Oberalteich entfernt liegt. 